# Ranunculus rubrocalyx
Ranunculus rubrocalyx Regel ex Kom. – gatunek rośliny z rodziny jaskrowatych (Ranunculaceae Juss.). Występuje naturalnie w północnej części Pakistanu, w Afganistanie, Kazachstanie oraz Chinach (w regionie autonomicznym Sinciang). 

## Morfologia
PokrójBylina o lekko owłosionych pędach. Dorasta do 5–15 cm wysokości.
LiścieSą trójsieczne. W zarysie mają owalny kształt, złożone z romboidalnie owalnych lub odwrotnie owalnych segmentów. Mierzą 1,5–2 cm długości oraz 2–2,5 cm szerokości. Nasada liścia ma sercowaty kształt. Ogonek liściowy jest nagi i ma 1,5–5 cm długości.
KwiatySą pojedyncze. Pojawiają się na szczytach pędów. Mają żółtą barwę. Dorastają do 15–20 mm średnicy. Mają 5 owalnych i czerwonych działek kielicha, które dorastają do 5–9 mm długości. Mają 5 odwrotnie owalnych płatków o długości 7–10 mm.
OwoceNagie niełupki o podłużnie odwrotnie owalnym kształcie i długości 1–2 mm. Tworzą owoc zbiorowy – wieloniełupkę o prawie kulistym kształcie.

## Biologia i ekologia
Rośnie na górskich łąkach. Występuje na wysokości od 1400 do 3300 m n.p.m. Kwitnie od maja do lipca. 